# 双日マシナリー
双日マシナリー株式会社（そうじつマシナリー）とは、双日グループの機械専門商社。

## 概要
総合商社双日の機械部門本部事業子会社。

## 沿革
2004年4月に、日商岩井プラント機器を存続会社に、ニチメンマシナリー、日商岩井メカトロニクス、日商岩井マシナリーシステム、日商岩井中部機械の陸上機械5社が合併し、新会社双日マシナリー株式会社が誕生。